# 마천령산맥
마천령산맥(摩天嶺山脈)은 백두산에서 시작하여 량강도 북동부를 통과한 뒤 함경남도와 함경북도의 도계(道界)를 따라 동해안까지 뻗어 내리는 산맥이다. 이 산맥은 결정편암류가 기반으로 되고 그 위에는 각종 화산암류가 덮여 있다. 이 산맥 중 백두산에서 두류산(頭流山)까지는 화산활동에 의하여 이루어졌다.
높고 이름난 산들이 많은데, 백두산(장군봉, 2,750m)·백암산(白岩山, 2,461m)·백사봉(白沙峯, 2,103m)·층암산(백운봉, 2,691m)·대연지봉(大臙脂峰, 2,360m)·소연지봉(小臙脂峰, 2,123m)·무두봉(無頭峰, 1,930m)·간백산(間白山, 2,164m)·소백산(小白山, 2,174m)·북포태산(北胞胎山, 2,289m) 등은 특히 유명하다.